# Souljazz
Souljazz is een jazzstijl en een verdere ontwikkeling van hardbop die in de vroege jaren 1960 opkwam en vaak wordt gekenmerkt als een ondersoort van funk. Blues-, soul- en gospel-elementen spelen een grote rol. Souljazz wordt doorgaans gekenmerkt door relatief eenvoudige ritmes en pakkende melodieën die vaak in een gematigd of langzaam tempo worden gespeeld.

## Geschiedenis
Souljazz werd in de jaren 1960 enorm populair. Uitstekende voorbeelden hiervan zijn de stukken Mercy, Mercy, Mercy, gecomponeerd door Joe Zawinul, gespeeld door het Cannonball Adderley Quintet en geproduceerd door David Axelrod en The Sidewinder van Lee Morgan, die beide ook charthits werden.
De belangrijkste vertegenwoordigers zijn het Cannonball Adderley Quintet met Nat Adderley, het Ramsey Lewis Trio, de saxofonisten Gene Ammons, Donald Byrd en Lou Donaldson, de pianisten Les McCann en Horace Silver en de organisten Lonnie Smith en Jimmy Smith.
Zelfs na de hoogtijdagen van de souljazz namen veel jazzmuzikanten hun toevlucht tot deze stijl. Voorbeelden hiervan zijn Weather Report en de gitaristen John Scofield en Charlie Hunter, die niet tot de protagonisten van deze stijl in engere zin gerekend kunnen worden, maar wier spel duidelijke invloeden heeft vanuit souljazz. Acid jazz van de jaren 1990 verwijst ook duidelijk naar souljazz, in zijn meer 'jazzy' momenten.

## Baanbrekende albums
- 1966: The Cannonball Adderley Quintet: Mercy, Mercy, Mercy! Live at "The Club" (Capitol Records)
- 1967: The Cannonball Adderley Quintet: Why Am I Treated So Bad! (Capitol)
- 1967: Lou Donaldson: Alligator Boogaloo (Blue Note Records)
- 1967: Lou Donaldson: Mr. Shing-A-Ling (Blue Note)
- 1968: Lou Donaldson: Midnight Creeper (Blue Note)
- 1970: Lonnie Smith: Move Your Hand (Blue Note)
- 1971: Jimmy McGriff: Soul Sugar (Capitol)

## Muzikanten
- Jeff Cascaro
- Charles Earland
- Richard Holmes
- Willis Jackson
- Les McCann
- Jack McDuff
- Jimmy McGriff
- Idris Muhammad
- Big John Patton
- Bernard Purdie
- Dr. Lonnie Smith